# Mitt i city
Mitt i City-gallerian är en galleria i centrala Karlstad som öppnade i september 2006. Gallerian omfattar ett helt kvarter och har ingångar i varje väderstreck. Nedersta våningarna består av parkeringsgarage. Gallerian blev 2018 utsedd till Sveriges bästa citygalleria av branschtidningen Market.

## Historia
Mitt i City-gallerian ligger delvis på den plats där Domus låg före branden den 27 oktober 1999. I september 2000 blev det känt att dåvarande Konsum Värmland, Peab, Löfbergs fastigheter AB, och ett antal övriga aktörer avsåg att bygga en galleria på tomten där Domusvaruhuset låg. Bygget av gallerian påbörjades den 17 maj 2004 och invigdes den 21 september 2006.
Gallerian såldes oktober 2005 till Steen & Strøm, men överlåtelsen skulle inte gå igenom förrän gallerian var färdigställd. Gallerian stannade i Steen & Strøms ägo fram till den 1 juli 2014, då Thon Property AB tog över ägandet.